# Lammasjärvi
Le Lammasjärvi est un lac situé à Kuhmo en Finlande,.

## Présentation
Le lac Lammasjärvi a une superficie de 46,8 kilomètres carrés et une altitude de 162,6 mètres.